# Адміністративний устрій Бершадського району
Адміністративний устрій Бершадського району — адміністративно-територіальний поділ колишнього Бершадського району Вінницької області на 1 міську і 28 сільських рад, що об'єднують 45 населених пунктів і підпорядковані Бершадській районній раді. Адміністративний центр — місто Бершадь.

## Список міських і сільських рад Бершадського району
| №  | Назва                          | Центр              | Населені пункти                               | Площа км² | Місце за площею | Населення (2001), чол. | Місце за населенням |
| -- | ------------------------------ | ------------------ | --------------------------------------------- | --------- | --------------- | ---------------------- | ------------------- |
| 1  | Бершадська міська рада         | м. Бершадь         | м. Бершадь                                    | 71,4      |                 | 13179                  |                     |
| 2  | Баланівська сільська рада      | с. Баланівка       | с. Баланівка                                  | 73,6      |                 | 3610                   |                     |
| 3  | Бирлівська сільська рада       | с. Бирлівка        | с. Бирлівка                                   | 61,8      |                 | 2363                   |                     |
| 4  | Великокиріївська сільська рада | с. Велика Киріївка | с. Велика Киріївка                            | 36,16     |                 | 1993                   |                     |
| 5  | Війтівська сільська рада       | с. Війтівка        | с. Війтівка                                   | 69,53     |                 | 4434                   |                     |
| 6  | Голдашівська сільська рада     | с. Голдашівка      | с. Голдашівка                                 | 36,604    |                 | 1017                   |                     |
| 7  | Джулинська сільська рада       | с. Джулинка        | с. Джулинка с. Берізки-Бершадські             | 79,113    |                 | 4872                   |                     |
| 8  | Дяківська сільська рада        | с. Дяківка         | с. Дяківка                                    | 13,84     |                 | 670                    |                     |
| 9  | Кидрасівська сільська рада     | с. Кидрасівка      | с. Кидрасівка                                 | 21,5      |                 | 639                    |                     |
| 10 | Кошаринецька сільська рада     | с. Кошаринці       | с. Кошаринці                                  | 17,42     |                 | 684                    |                     |
| 11 | Красносільська сільська рада   | с. Красносілка     | с. Красносілка                                | 19,6      |                 | 1978                   |                     |
| 12 | Лісниченська сільська рада     | с. Лісниче         | с. Лісниче с. Вовчок                          | 61,2      |                 | 1886                   |                     |
| 13 | Маньківська сільська рада      | с. Маньківка       | с. Маньківка с. Крушинівка с. Шумилів         | 71,1      |                 | 3469                   |                     |
| 14 | Михайлівська сільська рада     | с. Михайлівка      | с. Михайлівка с. Романівка                    | 53,58     |                 | 1291                   |                     |
| 15 | М'якохідська сільська рада     | с. М'якохід        | с. М'якохід                                   | 52,9      |                 | 1373                   |                     |
| 16 | Осіївська сільська рада        | с. Осіївка         | с. Осіївка с. Мала Киріївка с-ще Партизанське | 41        |                 | 2633                   |                     |
| 17 | Поташнянська сільська рада     | с. Поташня         | с. Поташня                                    | 23,248    |                 | 1510                   |                     |
| 18 | П'ятківська сільська рада      | с. П'ятківка       | с. П'ятківка с. Глинське                      | 54,19     |                 | 2065                   |                     |
| 19 | Серебрійська сільська рада     | с. Серебрія        | с. Серебрія с. Березівка                      | 75        |                 | 1094                   |                     |
| 20 | Серединська сільська рада      | с. Серединка       | с. Серединка                                  | 25,85     |                 | 948                    |                     |
| 21 | Ставківська сільська рада      | с. Ставки          | с. Ставки                                     | 35        |                 | 1434                   |                     |
| 22 | Сумівська сільська рада        | с. Сумівка         | с. Сумівка                                    | 24,41     |                 | 1184                   |                     |
| 23 | Тернівська сільська рада       | с. Тернівка        | с. Тернівка                                   | 42,9      |                 | 1395                   |                     |
| 24 | Тирлівська сільська рада       | с. Тирлівка        | с. Тирлівка с-ще Кавкули                      | 15        |                 | 649                    |                     |
| 25 | Устянська сільська рада        | с. Устя            | с. Устя с. Лугова с-ще Устя                   | 57,15     |                 | 3248                   |                     |
| 26 | Флоринська сільська рада       | с. Флорине         | с. Флорине                                    | 50,694    |                 | 4571                   |                     |
| 27 | Чернятська сільська рада       | с. Чернятка        | с. Чернятка с. Хмарівка                       | 57,88     |                 | 1985                   |                     |
| 28 | Шляхівська сільська рада       | с. Шляхова         | с. Шляхова с. Завітне с. Теофілівка           | 69,52     |                 | 2791                   |                     |
| 29 | Яланецька сільська рада        | с. Яланець         | с. Яланець с-ще Яланець                       | 40        |                 | 2345                   |                     |

* Примітки: м. — місто, с-ще — селище, с. — село